# Мусаєв Бейбулат Зайналович
Бейбулат Зайналович Мусаєв  (рос. Бейбулат Зайналович Мусаев; нар. 8 серпня 1977, Махачкала, Дагестанська АРСР, РРФСР) — російський та білоруський борець вільного стилю даргинського походження, дворазовий срібний та бронзовий призер чемпіонатів Європи, учасник Олімпійських ігор. Майстер спорту Білорусі міжнародного класу з вільної боротьби.

## Життєпис
Боротьбою почав займатися з 1990 року. Вихованець СДЮШОР «Урожай», м. Махачкала. Тренери: Магомед Аліомаров, Магомед Гаджієв. У 1995 році у складі збірної Росії став чемпіоном Європи серед юніорів.
У 1998 році переїхав до Білорусі. З 2000 року виступав за збірну цієї країни. Боровся за спортивний клуб профспілок, Мінськ. Тренувався під керівництвом Валентина Мурзинкова.
У 1999 році закінчив Дагестанський державний університет за фахом юриспруденція. З 2008 року працював помічником судді Кумторкалинського районного суду Республіки Дагестан. Із січня 2015 року — заступник Керівника Апарату Народних зборів Республіки Дагестан — начальник правового управління. Радник державної цивільної служби Республіки Дагестан 3 класу.

## Спортивні результати на міжнародних змаганнях

### Виступи на Олімпіадах
| Змагання                    | Збірна   | Вагова категорія          | Місце |
| --------------------------- | -------- | ------------------------- | ----- |
| Літні Олімпійські ігри 2000 | Білорусь | вільна боротьба, до 85 кг | 9     |

### Виступи на Чемпіонатах світу
| Змагання                        | Збірна   | Вагова категорія          | Місце |
| ------------------------------- | -------- | ------------------------- | ----- |
| Чемпіонат світу з боротьби 2001 | Білорусь | вільна боротьба, до 85 кг | 4     |

### Виступи на Чемпіонатах Європи
| Змагання                         | Збірна   | Вагова категорія          | Місце  |
| -------------------------------- | -------- | ------------------------- | ------ |
| Чемпіонат Європи з боротьби 2000 | Білорусь | вільна боротьба, до 85 кг | Срібло |
| Чемпіонат Європи з боротьби 2001 | Білорусь | вільна боротьба, до 85 кг | Бронза |
| Чемпіонат Європи з боротьби 2002 | Білорусь | вільна боротьба, до 84 кг | Срібло |

### Виступи на інших змаганнях
| Змагання                                                          | Збірна   | Вагова категорія          | Місце  |
| ----------------------------------------------------------------- | -------- | ------------------------- | ------ |
| Олімпійський кваліфікаційний турнір з боротьби 2000 (Мінськ)      | Білорусь | вільна боротьба, до 85 кг | Бронза |
| Олімпійський кваліфікаційний турнір з боротьби 2000 (Лейпциг)     | Білорусь | вільна боротьба, до 85 кг | 12     |
| Олімпійський кваліфікаційний турнір з боротьби 2000 (Александрія) | Білорусь | вільна боротьба, до 85 кг | Бронза |

### Виступи на змаганнях молодших вікових груп
| Змагання                                       | Збірна | Вагова категорія          | Місце  |
| ---------------------------------------------- | ------ | ------------------------- | ------ |
| Чемпіонат Європи з боротьби серед юніорів 1995 | Росія  | вільна боротьба, до 81 кг | Золото |